# Christian Frémont
Christian Frémont (23 de Abril de 1942 - 3 de Agosto de 2014) foi chefe de gabinete do presidente francês Nicolas Sarkozy. Como tal, ocupou o cargo de representante francês em Andorra de setembro de 2008 a maio de 2012.